# Mesomyia rubicornis
Mesomyia rubicornis är en tvåvingeart som först beskrevs av Krober 1930.  Mesomyia rubicornis ingår i släktet Mesomyia och familjen bromsar. Inga underarter finns listade i Catalogue of Life.